# Денисенко-Єременко Леся Григорівна
Леся Григорівна Денисе́нко-Єре́менко (нар. 15 квітня 1953, Васильків) — українська майстриня художньої кераміки; член Спілки майстрів народного мистецтва України з 1994 року.

## Біографія
Народилася 15 квітня 1953 року в місті Василькові Київської області (нині Україна). Дочка майстра художньої кераміки Григорія Денисенка, в якого і навчалася мистецтва художньої кераміки. Із золотою медаллю закінчила середню школу у Василькові; 1976 року — Київський політехнічний інститут, здобула фах інженера-електрика.
Упродовж 1976—1992 років працювала в Українському науково-дослідному інституті механізації та електрифікації сільського господарства у смт Глевасі Васильківського району Київської області старшим інженером та конструктором другої категорії; у 1993—1994 роках очолювала керамічні майстерні Фастівської школи народної майстерності.

## Творчість
Створює декоративні тарелі, вази, келихи, таці, художній ужитковий посуд, пасківники, керамічні скульптури, глиняні іграшки.  Володіє техніками гончарювання, скульптурного ліплення, розпису ангобами, фляндрівки, тонування, декорування стеком. Серед робіт:
- «Лось» (1999);
- «Вбраний» (2000);
- «Півнева наука» (2000);
- «Загадковий погляд» (2000);
- «Коза з прийдешнім» (2000);
- «У святнеділю» (2001);
- «Троє з ложкою» (2001);
- «Лев» (2001);
- «Баранобик» (2001);
- «Ду-ду!» (2001);
- «Сім’я» (2001);
- «Витримаємо!» (2003);
- «Засмучений» (2003);
- «Лев-господар» (2003);
- «Тур-бик» (2004);
- «Лев-сонце» (2004);
- «Козел-парубок» (2004);
- «Півень-трубач» (2004);
- «Стояв старий з молодою, як із ягідкою» (2005);
- «Українська птаха» (2005);
- «Гордий півень» (2005);

барильця
- «Барани на місточку» (2005);
- «Ой, дівчата!» (2006);
- «Ой не ходи, Грицю, та й на вечорниці» (2006).

Бере участь в обласних, всеукраїнських мистецьких виставках з 1994 року. Персональні виставки вібдулися у Києві у 2007, 2008, 2009 роках, Житомирі у 2008 році.
Роботи майстрині зберігаються в Національному музеї українського народного декоративного мистецтва, Національномуий музеї Тараса Шевченка, Національному музеї народної архітектури та побуту України, в приватних колекціях.

## Відзнаки
- Київська обласна премія в галузі народного мистецтва імені Петра Верни (розпорядження № 817 від 30 листопада 2005)[2];
- Заслужений майстер народної творчості України (з 30 квітня 2009 року)[3].